# کن اوستربروک
کن اوستربروک (انگلیسی: Ken Oosterbroek; ۱۴ فوریهٔ ۱۹۶۲ – ۱۸ آوریل ۱۹۹۴) عکاس جنگ، و روزنامه‌نگار اهل آفریقای جنوبی بود.